# Contea di Sclafani rosso
Il Contea di Sclafani rosso è un vino DOC la cui produzione è consentita nelle province di Agrigento, Caltanissetta e Palermo.

## Caratteristiche organolettiche
- colore: rubino più o meno intenso, con eventuali riflessi violacei
- odore: gradevole, fine, vinoso, nota olfattiva tipica
- sapore: asciutto, armonico, ricco di struttura

## Produzione
Provincia, stagione, volume in ettolitri
- nessun dato disponibile